# Йоан Сапунджиев
Йоан (Йован, Иван) Сапунджиев (на гръцки: Ιωάννης Σαπουντζής, Йоанис Сапундзис) е гъркомански деец на Гръцката въоръжена пропаганда в Македония от Западна Македония от началото на XX век, кмет на Лерин.

## Биография
Роден е в 1878 година в леринското село Горничево, тогава в Османската империя, във видно гъркоманско семейство. Изселва се в Лерин и се занимава с търговия. Същевременно подкрепя гръцката въоръжена пропаганда и действа като агент от III ред.
След като Лерин попада в Гърция в 1912 година, Сапунджиев е кмет на Лерин в периода 1923 – 1924 година.
Умира в 1958 година.
Къщата му в Лерин е паметник на културата.